# Cratere Lodygin
Lodygin è un cratere lunare di 56,11 km situato nella parte sud-orientale della faccia nascosta della Luna.